# Cogno (unità di misura)
Il cogno (al plurale cogni o cogna) è un'antica unità di misura di capacità destinata ad indicare la quantità di vino o di olio da pagare per il noleggio del frantoio.
Essa poteva avere dimensioni diverse a seconda del periodo storico e delle località.
Il più diffuso è il cogno fiorentino equivalente a dieci barili ovvero a circa 450 litri.
Questo cogno aveva come suoi sottomultipli l'orcio corrispondente alla sua dodicesima parte e il sestario corrispondente alla sua sesta parte.